# La Membrolle-sur-Choisille
La Membrolle-sur-Choisille – miejscowość i gmina we Francji, w Regionie Centralnym, w departamencie Indre i Loara.
Według danych na rok 1990 gminę zamieszkiwały 2644 osoby, a gęstość zaludnienia wynosiła 385 osób/km² (wśród 1842 gmin Regionu Centralnego La Membrolle-sur-Choisille plasuje się na 134. miejscu pod względem liczby ludności, natomiast pod względem powierzchni na miejscu 1290.).